# Geometria del taxi

Geometria euclidea e geometria del taxi: le linee rossa, blu e gialla nella geometria del taxi hanno tutte la stessa lunghezza (12). La linea verde ha lunghezza nella geometria euclidea, ma continua ad avere lunghezza 12 in quella del taxi (non è quindi più corta delle altre).

In matematica, la geometria del taxi o distanza di Manhattan (in inglese Taxicab geometry o Manhattan distance) è un concetto geometrico introdotto da Hermann Minkowski secondo il quale la distanza tra due punti è la somma del valore assoluto delle differenze delle loro coordinate.
Il nome è riferito al sistema stradale tipico di luoghi come il borough newyorkese di Manhattan, in cui gran parte delle vie di scorrimento sono ortogonali tra di loro; in Italia un tipico esempio sono le città di Torino e Bari.

## Definizione
Formalmente, si può definire la distanza nella geometria del taxi, indicata come distanza {\displaystyle L_{1}}, tra due punti nello spazio euclideo con un fissato sistema di coordinate cartesiane, la somma delle lunghezze delle proiezioni sugli assi cartesiani dei segmenti che congiungono i due punti.
Per esempio, nel piano, la distanza {\displaystyle L_{1}} tra due punti {\displaystyle P_{1}} di coordinate {\displaystyle (x_{1},y_{1})} e il punto {\displaystyle P_{2}} di coordinate {\displaystyle (x_{2},y_{2})} è
{\displaystyle L_{1}(P_{1},P_{2})=|x_{1}-x_{2}|+|y_{1}-y_{2}|.}
Da notare che la distanza {\displaystyle L_{1}} varia se il sistema di assi cartesiani ruota, mentre è invariante per traslazioni degli assi o per riflessioni rispetto a un asse coordinato.
La distanza {\displaystyle L_{1}} è anche detta distanza del taxi, perché è la minore distanza che dovrebbe essere percorsa da un'automobile per muoversi tra due punti situati in una città suddivisa in isolati quadrati, come Manhattan (tralasciando naturalmente i sensi unici e le eventuali strade oblique, e anche il fatto che nelle città le strade esistono solo ai bordi degli isolati, non esiste la 3.14-esima strada).
Ogni percorso che va da un punto a un altro punto situato 3 isolati a est e 6 isolati a nord dovrà essere lungo almeno 9 isolati.
Tutte le strade più dirette sono lunghe esattamente 9 isolati.
Rispetto alla geometria euclidea, nella geometria del taxi non vale il primo criterio di congruenza dei triangoli: è possibile generare due triangoli diversi aventi due lati e l'angolo fra essi compreso ordinatamente congruenti.
Rimane valido, invece, il postulato delle parallele.
Una circonferenza nella geometria del taxi è il luogo di punti che hanno la stessa distanza {\displaystyle L_{1}} dal centro.
Dette circonferenze sono in realtà quadrati i cui lati formano un angolo di 45° con gli assi coordinati.
In questo contesto, il rapporto fra la lunghezza di una circonferenza e il raggio {\displaystyle L_{1}} non è {\displaystyle 2\pi }, bensì 8.

## Scacchi
Nel gioco degli scacchi, la distanza tra le caselle sulla scacchiera per una torre viene misurata secondo la distanza della geometria del taxi. Il re e la regina usano invece la distanza di Chebyshev, e l'alfiere usa invece la distanza della geometria del taxi (tra caselle dello stesso colore) sulla scacchiera ruotata di 45 gradi, cioè con le diagonali coincidenti con gli assi cartesiani. Per spostarsi da una casella a un'altra, solo i re hanno bisogno di un numero di mosse uguali alla distanza; torri, regine e alfieri hanno bisogno invece di una o due mosse (su una scacchiera vuota e assumendo, per l'alfiere, che la mossa sia possibile).